# Левич Веніамін Григорович
Веніамін Григорович (Беньямін) Левич (30 березня 1917 — 19 січня 1987 ) — радянський дисидент , який був всесвітньо відомим фізико-хіміком, електрохіміком і засновником фізико-хімічної гідродинаміки. Він був учнем фізика-теоретика Лева Ландау. Його знаковий підручник під назвою «Фізико-хімічна гідродинаміка» вважається його найважливішим внеском у науку. Його іменем названо рівняння Левіча, що описує електричний струм на обертовому дисковому електроді. Його дослідницька діяльність також включала реакції зіткнення в газовій фазі, електрохімію та квантову механіку переносу електронів.
За своє життя Левіч отримав багато нагород, у тому числі нагороду Оліна Палладія від Електрохімічного товариства в 1973 році. Він був обраний іноземним членом Норвезької академії наук у 1977 році та іноземним членом Національної інженерної академії США в 1982 році. ] Він також був членом багатьох наукових організацій, хоча після виїзду з СРСР у 1978 році йому довелося вийти з радянського громадянства і тому був виключений з Академії наук СРСР . На його честь названо міждисциплінарний інститут у Міському коледжі Нью-Йорка. Його син Євген В. (Євген) Левич також став фізиком, виїхавши з Радянського Союзу в 1975 році та залучивши підтримку для інших членів сім'ї .